# Motor Torpedo Boat PT-109
Motor Torpedo Boat PT-109 var den torpedobåd, som John F. Kennedy gjorde tjeneste på i Stillehavet under 2. verdenskrig 1941-45.
| Skib | Spire Denne artikel om skibe eller både er en spire som bør udbygges. Du er velkommen til at hjælpe Wikipedia ved at udvide den. |